# Dichaetomyia cuthberstoni
Dichaetomyia cuthberstoni är en tvåvingeart som beskrevs av Fritz Isidore van Emden 1942. Dichaetomyia cuthberstoni ingår i släktet Dichaetomyia och familjen husflugor. Inga underarter finns listade i Catalogue of Life.